# Nikołaj Aleksiejew (dyplomata)
Nikołaj Borisowicz Aleksiejew (ros. Никола́й Бори́сович Алексе́ев, 1912–1984) – radziecki dyplomata.

## Życiorys
Należał do WKP(b), 1940 ukończył studia na Uniwersytecie Moskiewskim, od 1943 pracował w Ludowym Komisariacie/Ministerstwie Spraw Zagranicznych ZSRR, 1952-1954 był chargé d’affaires ZSRR w Urugwaju. Od 1954 kierował wydziałem Ministerstwa Spraw Zagranicznych ZSRR, potem był zastępcą szefa Zarządu MSZ ZSRR, następnie do listopada 1959 był radcą Stałego Przedstawicielstwa ZSRR przy ONZ. Od 10 listopada 1959 do 5 kwietnia 1966 był ambasadorem nadzwyczajnym i pełnomocnym ZSRR w Argentynie, a od 19 lutego 1968 do 28 marca 1971 ambasadorem nadzwyczajnym i pełnomocnym ZSRR w Chile.